# Station Straumsnes
Station Straumsnes  is een spoorwegstation in Straumsnes in de gemeente Narvik in fylke Nordland in Noorwegen. Het station ligt aan Ofotbanen die Narvik verbindt met Luleå in Zweden.